# Esteban VI Rareș
Esteban o Ștefan VI Rareș (1531 - Țuțora, 1 de septiembre de 1552), también conocido como Ștefan cel Tânăr ("el Joven") o Ștefăniță fue hospodar, príncipe de Moldavia, desde el 24 de mayo (o el 11 de junio) de 1551 hasta su muerte el 1 de septiembre de 1552.
En el principado de Moldavia la monarquía era electiva, como en los vecinos Polonia, Transilvania y Valaquia, y el príncipe (voivoda, hospodar o domnitor según las épocas y las fuentes) era elegido por los boyardos (a menudo entre ellos) y para ser nombrado, reinar y mantenerse, se apoyaba frecuentemente en las potencias vecinas, Habsburgo, polaca u otomana.
El hecho de que entre 1455 y 1859 el Principado se reconociera como vasallo de la Sublime Puerta no significa que fuera una provincia turca o un país musulmán. Sólo algunos territorios moldavos pasan a ser otomanos: en 1484 Besarabia, conocida como Budzhak, al norte del delta del Danubio; en 1538 la raya de Tighina (Bender) y, más tarde, desde 1713 la raya de Jotyn. El resto del Principado, y la parte comprendida entre el río Dniéster y el río Prut que en 1812 formará Besarabia tras la anexión rusa, conservó sus propias leyes, su religión ortodoxa, boyardos, príncipes, ministros, ejércitos y autonomía política, con la cual se alzaron a menudo contra el Sultán otomano.

## Biografía
Era el segundo hijo del príncipe Pedro IV Rareș y de la princesa serbia Elena Brankovič, nace hacia 1531.
El 24 de mayo o el 11 de junio de 1551 sucede a su hermano Iliaș II Rareș que había abdicado y se había convertido al Islam, pasando al servicio del sultán. Tras una tentativa infructuosa de acercamiento a los imperiales, se alía con los turcos contra el emperador Fernando I Habsburgo. Lleva a cabo sin éxito una invasión de Transilvania que es rechazada. Tras penetrar en Transilvania por el paso de Oituz y devastar Szeklerland y Sibiu, en el camino de regreso es derrotado por el general Giovanni Battista Castaldo y Esteban Báthory, quienes le capturaron. 
Logró escapar milagrosamente y al regresar a su trono, se rodeó de consejeros turcos, llevando una vida al estilo turco, y combatiendo contra los polacos. Sus maneras disolutas, su crueldad y soberbia, le atrajeron la enemistad de sus boier. Como resultado muchos de estos huyeron a Polonia y Ștefan sería asesinado en su tienda del campamento de caza de Țuțora, a orillas del Prut, el 1 de septiembre de 1552. En ese lugar sería elegido su sucesor, Ioan Joldea.
El cronista Azarie relata así la muerte de Ștefan:

[...] fue degollado misericordiosamente, bajo la tienda, como un cordero [...] No dijo nada más que estas palabras:"Oh pobre justicia, lloro por ti, y suspiro por ti, pereciste y moriste antes que yo". Y se acostó en el suelo cubierto de sangre. "

Fue enterrado con su padre, Pedro IV Rareș, y su madre, Elena Brankovič en la iglesia del monasterio de Probota. La inscripción de su lápida muestra que fue colocada por su hermana, la Doamna Ruxanda.

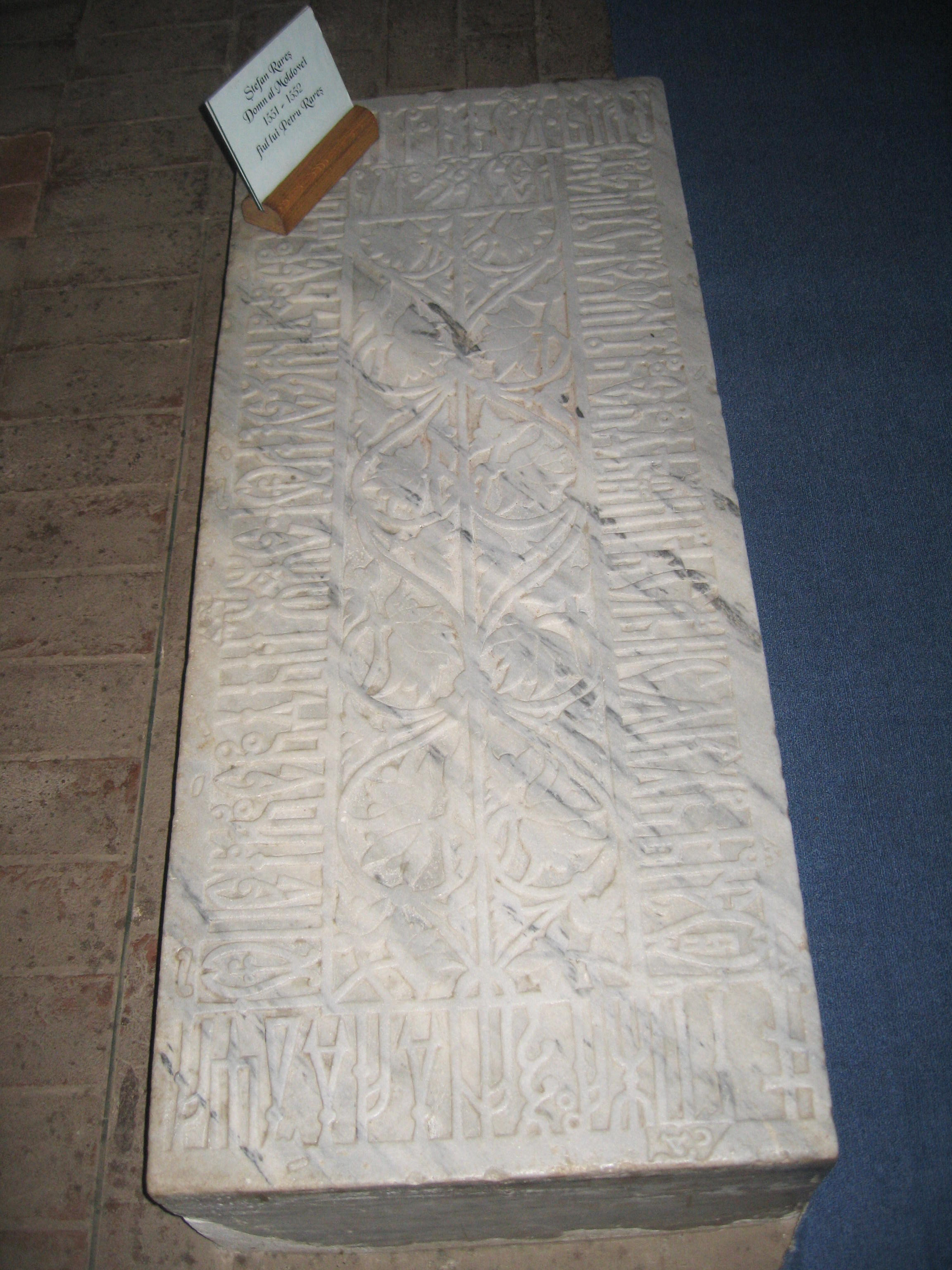
Lápida de la tumba de Ștefan VI Rareș en el monasterio de Probota.
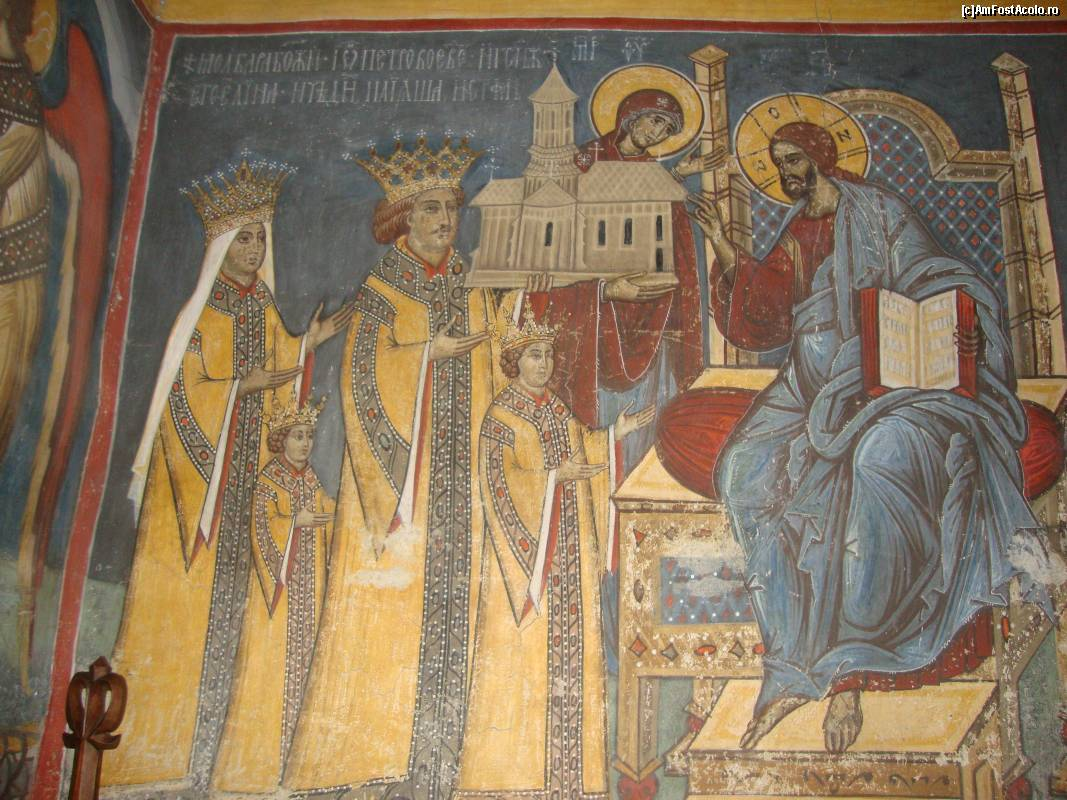
Pedro IV Rareș y su familia. Monasterio de Moldovița.
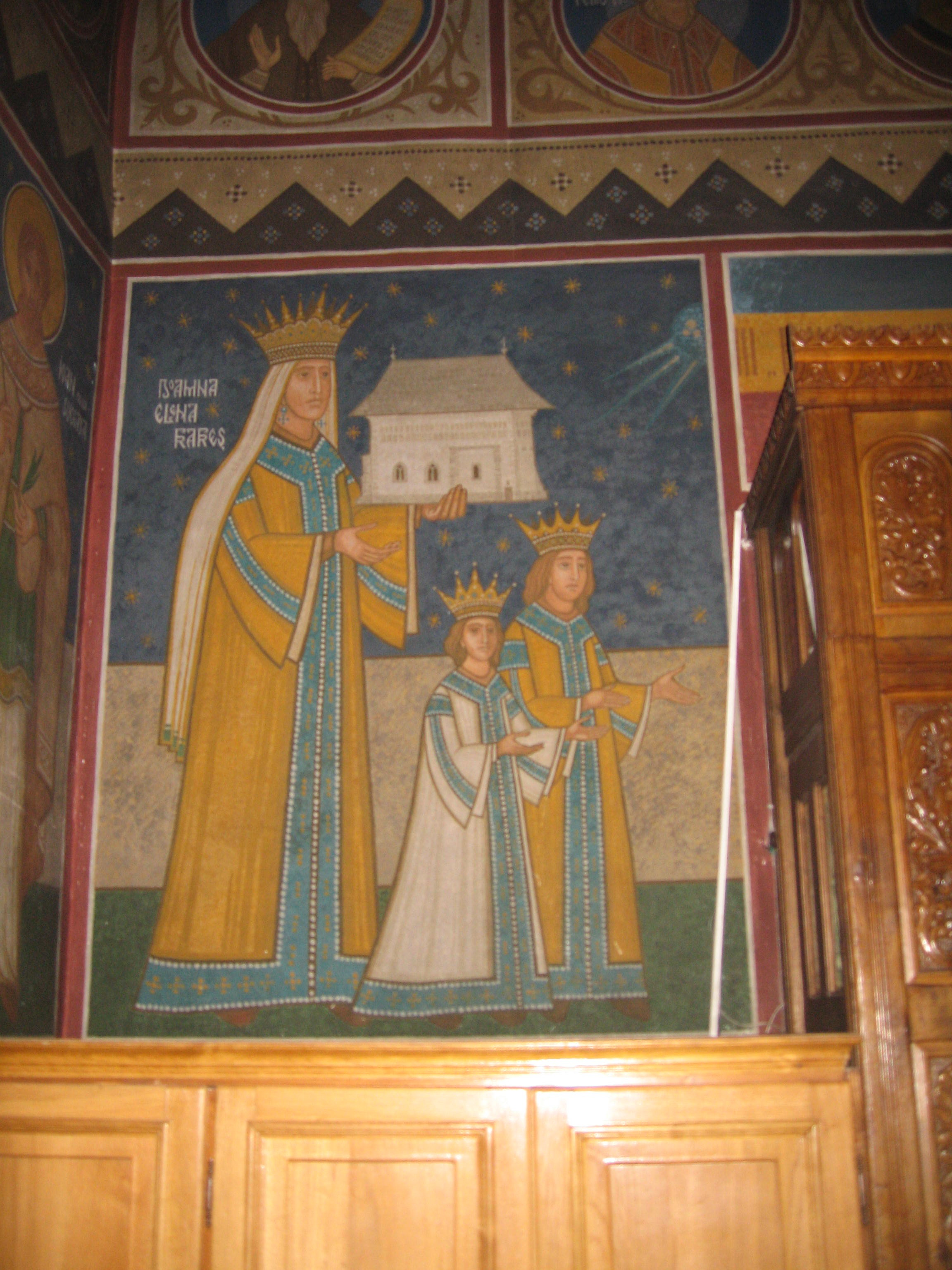
Elena Brankovič y sus hijos, Iglesia de la Resurrección de Suceava.
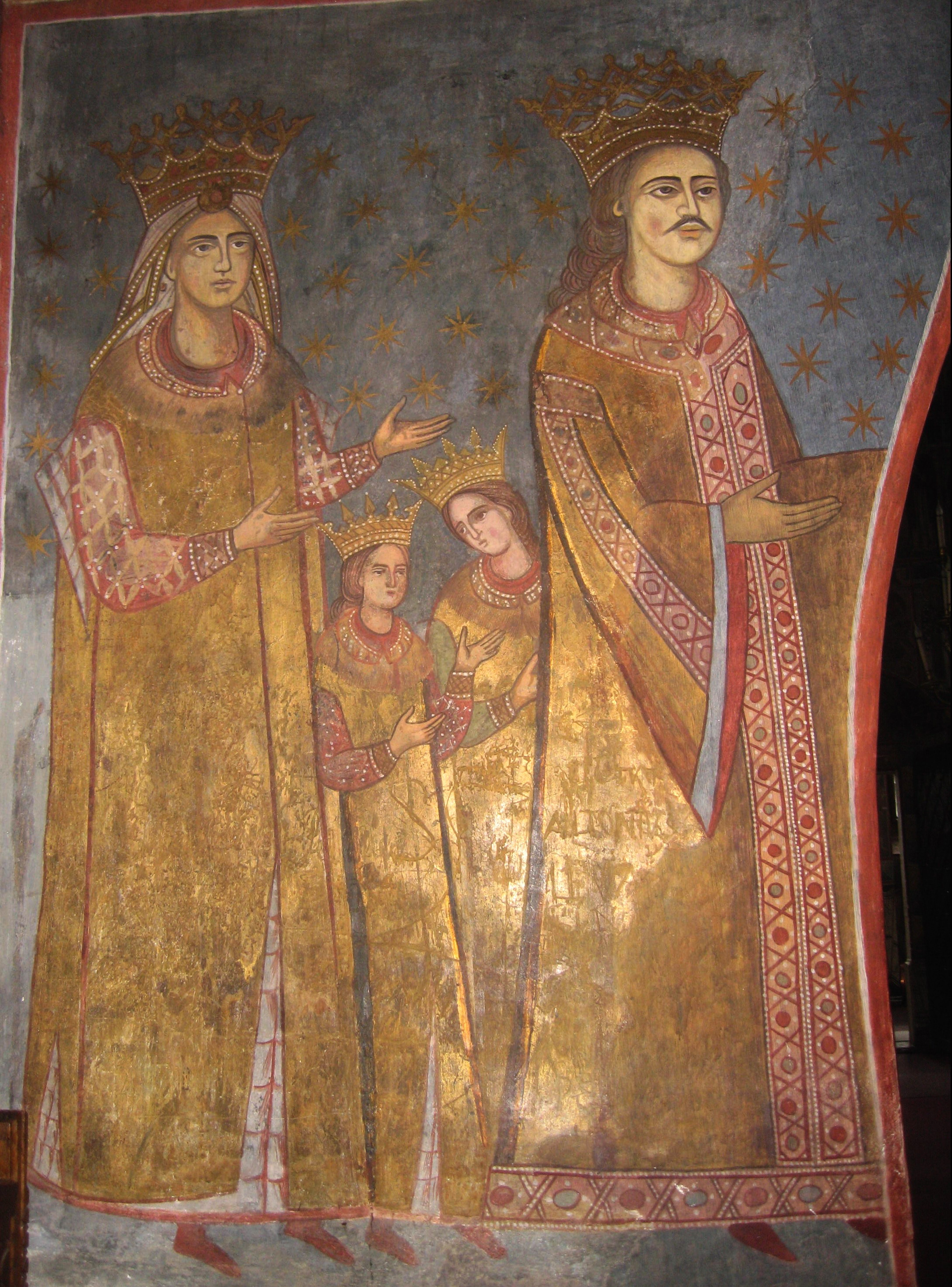
La familia Rareș en la iglesia de San Demetrio de Suceava.